# Coming Up You
Coming Up You — двадцать четвёртый в общем и третий с альбома Door to Door сингл американской рок-группы The Cars, вышедший в январе1988 года на лейбле Elektra Records.

## Выпуск
«Coming Up You» была выпущена в качестве сингла в Соединённых Штатах и Австралии вместе с другим треком из Door to Door «Double Trouble». Третий и последний сингл с Door to Door (после топ-20 хита «You Are the Girl» и его менее успешного продолжения «Strap Me In»), песня достигла 74-го места в Billboard Hot 100 (небольшое улучшение по сравнению со «Strap Me In») и 37-е место в чарте Adult Contemporary. Однако, в отличие от своих предшественников, он вообще не попал в чарты мейнстрим-рока. Это также одна из немногих песен группы, на которую не было снято промо-видео.
Сингл стал последним синглом The Cars, выпущенным перед распадом группы в 1988 году (следующим синглом за ним последовала «Sad Song», когда группа воссоединилась в 2011 году). Также это последний сингл The Cars с вокалом Бенджамина Орра.

## Приём
Критик AllMusic Майк ДеГагн назвал трек «самой мелодичной песней [на Door to Door]» и продолжил, сказав, что это «без сомнения, одна из самых отличительных работ The Cars, поскольку в ней не совсем та же структура нью-вейв/поп-рока, что и в остальном их материале, но в то же время она оставляет тот же тип очарования The Cars». ДеГагн продолжил: «„Coming Up You“ — одно из ярких пятен в остальном неуверенном релизе, поскольку фанаты всё ещё сравнивали Door to Door с успехом альбома 1984 года Heartbeat City. После того, как все треки были услышаны на Door to Door, „Coming Up You“ легко выделяется на фоне остальной тусклой музыки альбома, главным образом потому, что [Бенджамин] Орр, кажется, звучит с большим энтузиазмом и интересом, чем [Рик] Окасек в любой из своих песен».

## Список композиций
Слова и музыка всех песен — Рик Окасек.
| №  | Название                                        | Основной вокал | Длительность |
| -- | ----------------------------------------------- | -------------- | ------------ |
| 1. | «Coming Up You» (с англ. — «Поднимаюсь к Тебе») | Бенджамин Орр  | 4:18         |

| №  | Название                                            | Основной вокал | Длительность |
| -- | --------------------------------------------------- | -------------- | ------------ |
| 1. | «Double Trouble» (с англ. — «Двойные Неприятности») | Орр            | 4:14         |

### Южная Африка 7" Сингл
| №  | Название                                        | Основной вокал | Длительность |
| -- | ----------------------------------------------- | -------------- | ------------ |
| 1. | «Coming Up You» (с англ. — «Поднимаюсь к Тебе») | Орр            | 4:18         |

| №  | Название                               | Основной вокал | Длительность |
| -- | -------------------------------------- | -------------- | ------------ |
| 1. | «Fine Line» (с англ. — «Тонкая Грань») | Окасек         | 5:22         |

## Участники записи
- Рик Окасек — вокал (Fine Line), ритм-гитара
- Бенджамин Орр — вокал (Coming Up You, Double Trouble), бас-гитара
- Грег Хоукс — клавишные, бэк-вокал
- Эллиот Истон — соло-гитара, бэк-вокал
- Дэвид Робинсон — ударные, бэк-вокал

## Чарты
| Чарт (1988)                        | Высшая позиция |
| ---------------------------------- | -------------- |
| США (Billboard Hot 100)            | 74             |
| США (Billboard Adult Contemporary) | 37             |
| США (Cash Box Top 100 Singles)     | 83             |